# Камени крст знак сећања на страдале 6. априла 1941.
Камени крст знак сећања на страдале 6. априла 1941. представља спомен обележје, а направљен је 1970. године од камена и мермера.
Налази се у општини Савски венац у Београду у порти Вазнесењске цркве. Посвећен је страдалим Београђанима током бомбардовања Београда, 6. априла 1941. године. На месту крста налазило се склониште, а приликом бомбардовања тог места погинуло је око 200 људи.
На споменику стоји натпис : Ја сам васкрсење и живот. Јован 11. 25. На овом месту невино пострадаше грађани Београда 6 април 1941г.